# Emil Recknagel
Emil Recknagel (* 18. Januar 1880 in Suhl; † 5. Januar 1945 in Weimar) war ein deutscher Porzellanmaler und sozialdemokratischer Widerstandskämpfer gegen den Nationalsozialismus, der im Hof des Weimarer Landgerichts wegen Hochverrat und Wehrkraftzersetzung mit dem Fallbeil hingerichtet wurde.

## Leben
Nach dem Besuch der Volksschule erlernte er den Beruf des Porzellanmalers. Im Jahre 1910 wurde er Mitglied in der Sozialdemokratischen Partei Deutschlands (SPD). Nach 1913 konnte er wegen seiner Erkrankung an offener Tbc seinen Beruf nicht mehr ausüben. Seinen Lebensunterhalt verdiente er jetzt als Vertreter für Nähmaschinen, als Schuhmacher und als Anzeigenwerber für die Zeitung „Der Volkswille“, die von der KPD herausgegeben wurde und zu deren Aufsichtsrat er zeitweilig gehörte. Gegen Ende des Ersten Weltkrieges trat er dem Spartakusbund und der USPD bei. Im Jahre 1920 nahm er am Kampf gegen den Kapp-Putsch teil. Er gehörte zum Requirierungskommando, das in den Suhler Waffenfabriken hergestellte und gelagerte Waffen beschlagnahmte. Im Jahre 1927 beteiligte er sich kurzzeitig im Lenin-Bund, ging aber 1928 in die SPD zurück. Nach mehrmaliger Arbeitslosigkeit fand er 1930 eine Beschäftigung als Hausmeister an der Hohenloh-Schule, wurde aber 1933 aus politischen Gründen entlassen. Erst 1938 nahm er wieder eine Arbeit auf in einem Metallberuf, musste diese jedoch 1941 wieder aufgegeben, als seine Tbc erneut ausbrach. Bei einer Massenverhaftung am 3. September 1943  kam er ins Gerichtsgefängnis Greiz. Am 22. November 1944  wurden er und weitere Widerständler, darunter seine Frau, vom Volksgerichtshof Rudolstadt zum Tode verurteilt wegen Hochverrat und Wehrkraftzersetzung. In einem Abschiedsbrief an seine Kinder schrieb er: „Ihr braucht euch nicht zu schämen, wir sterben unschuldig. Wir werden gerächt…“
1901 heiratete er Minna Recknagel, aus dieser Ehe gingen zwei Kinder hervor, darunter ihr Sohn Albin. Ehefrau Minna teilte die antifaschistischen Aktivitäten ihres Ehemanns und wurde deshalb wie er hingerichtet.

## Erinnerung
- Sein Name und der weiterer Widerstandskämpfer ist an der Gedenkstätte bei der ehemaligen Siedlergaststätte auf dem Friedberg eingemeißelt.[1]
- Am 5. Mai 2008 wurden zwei Stolpersteine für Emil und Minna Recknahgel vor ihrem Wohnhaus am Lupinenweg 4 verlegt.